# Wiednitz
Wiednitz (Sorbisch: Wětnica) is een dorp in het Sasksische Landkreis Bautzen aan de noordelijke rand van Oberlausitz in Duitsland. Sinds 1 januari 2012 is het een kern van de stad Bernsdorf.

## Geografie en verkeer

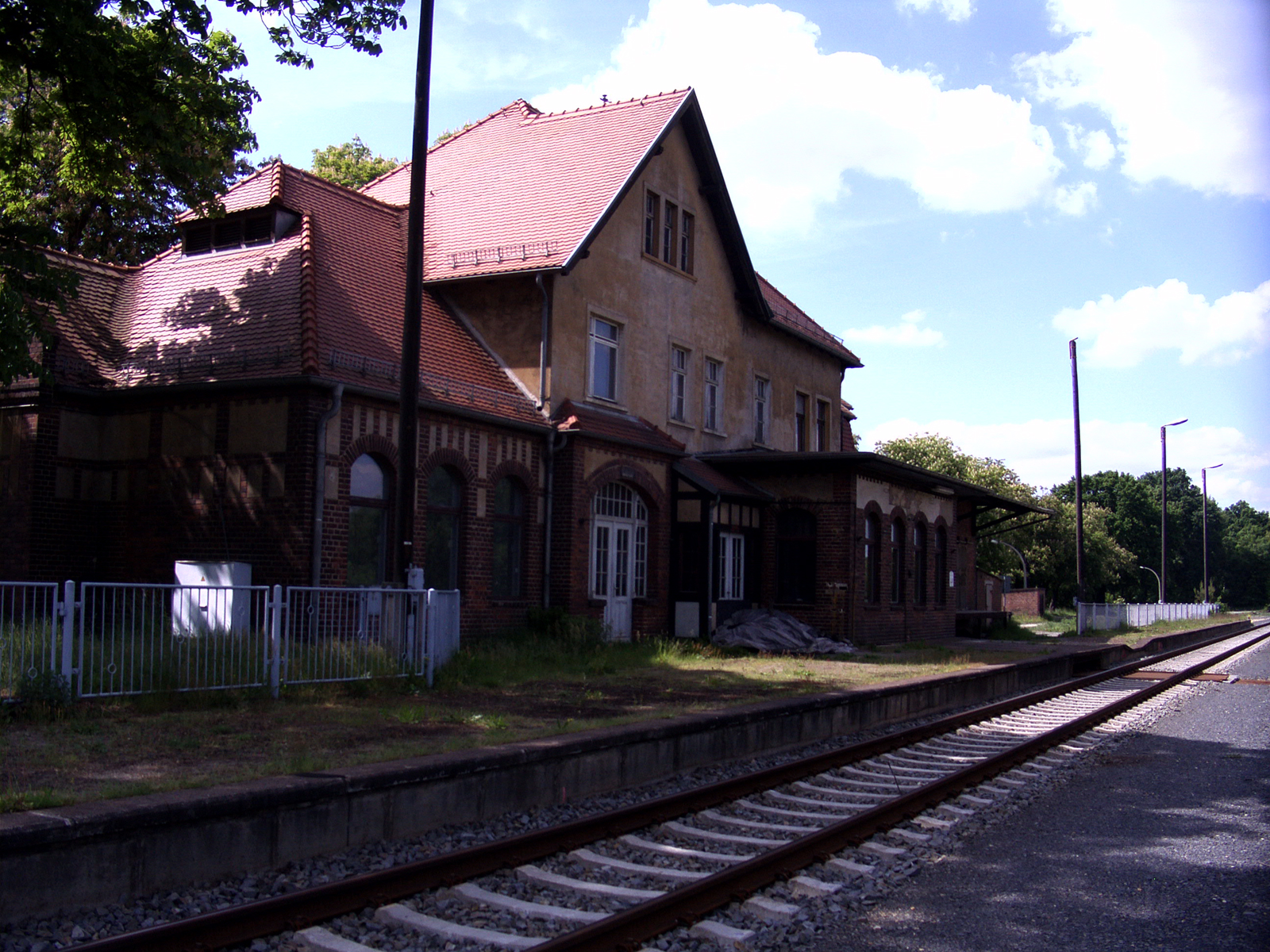
Station Wiednitz

Het dorp ligt in een overwegend bosrijk vrijwel vlak, en lokaal nat heidegebied aan de van het Oberlausitzer heide- en vijverlandschap in de buurt van de grens met Brandenburg. In het noorden en noordoosten zijn de sporen van de bruinkooldagbouw niet te missen. Wiednitz bevindt zich ongeveer 13 kilometer ten noordwesten van Kamenz en 18 km ten zuidwesten van Hoyerswerda.
Het dorp ligt ten noordwesten van de Bundesstraße 97, welke het aangrenzende Bernsdorf doorsnijdt. De plaats is ook via de omtrent 15 kilometer verwijderde oprit Ruhland van de Bundesautobahn 13 te bereiken. Noordwestelijk grenst Wiednitz aan het Brandenburgse Amt Ruhland met de plaatsen Sella en Grünewald.
Door Wiednitz verloopt de spoorlijn Lübbenau – Kamenz, waarover nochtans slechts goederentreinen rijden; op het station Wiednitz stoppen sinds 1998 geen personentreinen meer. Lijn 151 van de busonderneming Regionalbus Oberlausitz pendelt doordeweeks tussen Wiednitz via Bernsdorf en station Kamenz.

## Indeling
Tot Wiednitz behoren Wiednitz en Heide (tot 1950: Grube Heye III).